# Marienkapelle (Siegburg)

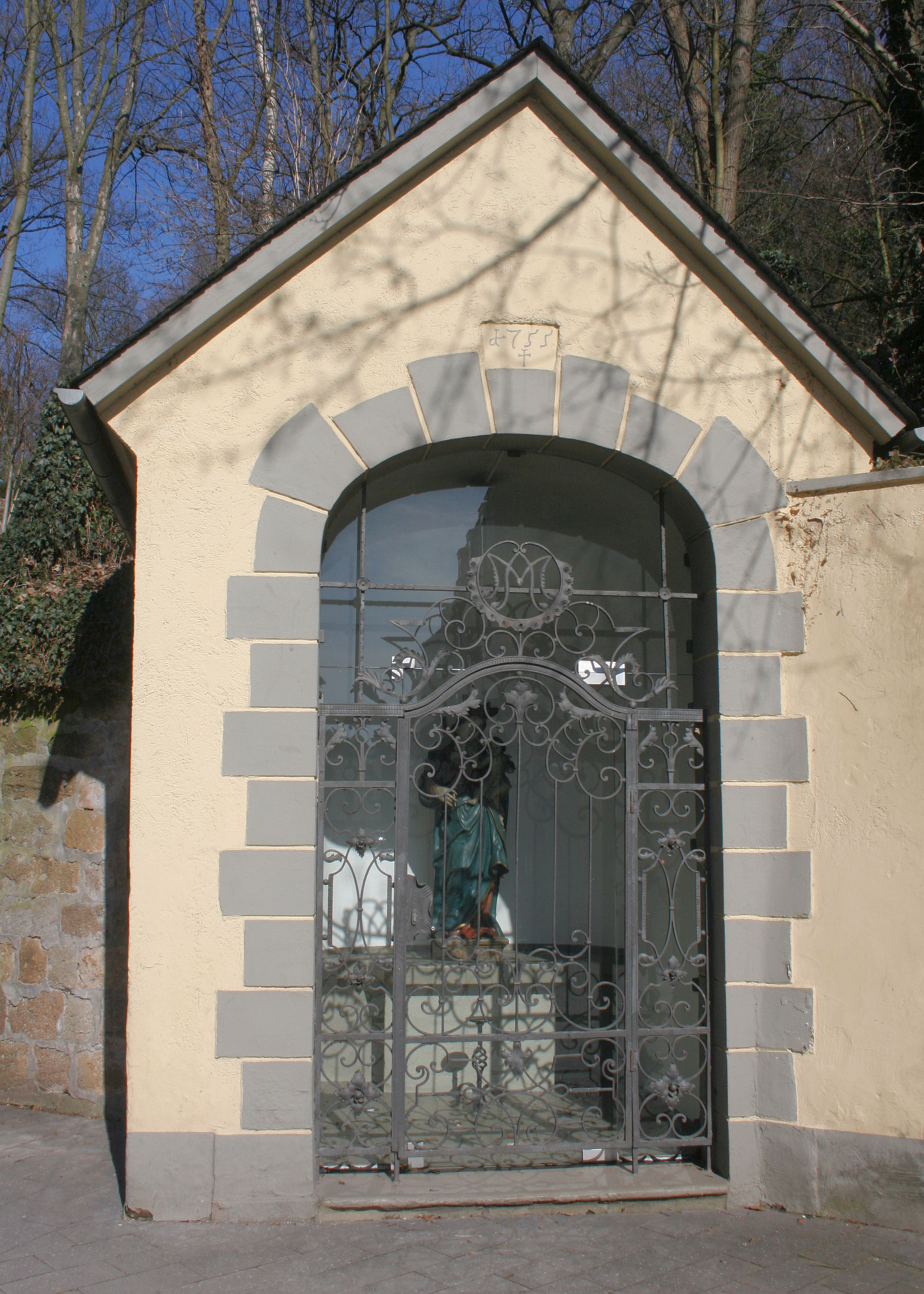
Marienkapelle

Die Marienkapelle ist eine Kapelle in Siegburg. Sie steht am Fuß des Michaelsberges in der Mühlenstraße an die alte Stadtmauer gelehnt.
Erbaut wurde die Kapelle 1755 auf Initiative von Johann Christoph von Hagen, dem Abt der Abtei Michaelsberg. Die kleine Kapelle hat an der Front einen vergitterten Rundbogen als Eingang, an der freiliegenden Seitenwand ein kleines Rundbogenfenster. In diesem steht eine moderne Statue des Erzengels Michael. In der Kapelle steht eine Marienstatue aus Sandstein, die von der Kapelle Königin des Friedens in der Ringstraße stammt.
Die Kapelle wurde bereits mehrmals restauriert. So wurde sie am 28. Dezember 1944 bei einem Bombenangriff stark beschädigt und war erst am 1. Mai 1949 wieder vollständig in Schuss gesetzt. 1965 erforderten Sickerwasserschäden eine Trockenlegung, daher wurde die Kapelle am 16. September erneut eingeweiht. 1973 und 1984 musste die Madonnenstatue restauriert werden, da sie bis dahin ungeschützt dem Straßenverkehr ausgesetzt war.